# Kościół Matki Bożej Nieustającej Pomocy w Przemyślu
Kościół Matki Bożej Nieustającej Pomocy w Przemyślu – rzymskokatolicki kościół parafialny znajdujący się w Przemyślu, w dzielnicy Błonie. Należy do dekanatu Przemyśl III.

## Historia
2 grudnia 1906 podczas zebrania mieszkańców dzielnicy Błonie podjęto decyzję o budowie kościoła, na architekta wybrano Stanisława Majerskiego. Budowę kościoła, finansowaną przez gminę Przemyśl, biskupa Józefa Sebastiana Pelczara, ks. kanonika Karola Krementowskiego, księżniczkę K. Lubomirską oraz z darowizn mieszkańców, rozpoczęto w 1908 roku. W 1911 roku kościół został poświęcony. Kościół został zbudowany w stylu neogotyckim, ma jedną wieżę i jest jednonawowy.